# Уенди Корси Стъб
Уенди Корси Стъб (на английски: Wendy Corsi Staub) е американска писателка на бестселъри в жанра трилър, романтичен трилър, хорър, фентъзи и любовен роман. Пише и под псевдонимите Уенди Маркъм (на английски: Wendy Markham) и Уенди Морган (на английски: Wendy Morgan).

## Биография и творчество
Уенди Стъб е родена на 29 октомври 1964 г. в Дюнкерк, щат Ню Йорк, САЩ. Израства в голямо семейство и още от трети клас мечтае да е писателка. Учи в гимназията на Дюнкерк. През 1986 г. завършва с бакалавърска степен Държавния университет на Ню Йорк във Фридония. Докато е в колежа работи в две независими книжарници.
На 21 г. се премества в Ню Йорк, за да преследва мечтата си. Работи временно като редактор на учебници и книги в различни издателства в периода 1987 – 1988 г. През 1988 – 1990 г. е координатор в рекламната агенция „Бейкър Спайлвогъл Бейтс“, а през 1900 – 1992 г. е редактор в издателство „Силует Буукс“ в Ню Йорк.
Заедно с работата си в издателството започва да пише и през 1993 г. е издаден първият ѝ паранормален романтичен трилър за юноши „Summer Lightning“. Той става бестселър и да него тя е удостоена с престижната награда РИТА за най-добър първи романтичен трилър. След публикацията тя напуска работата си и се посвещава на писателската си кариера.
В периода 1993 – 1995 г. е инструктор по творческо писане, а от 1995 г. е собственик на агенция за литературно-консултантска дейност „Купидон“. През 2008 г. е лектор в нейната „алма матер“, а от 2011 г. е член на Консултативния съвет на декана на Колежа за изкуство и наука.
Уенди Корси Стъб пише в различни жанрове на литературата, като трилър, хорър, исторически и съвременен любовен роман, биография и др. Писала е съвместно с бившия кмет на Ню Йорк, Едуард Кох, а малко и като писател в сянка. Под псевдонима Уенди Маркъм пише в жанра чиклит.
Уенди Корси Стъб е бързо набира място сред най-популярните и успешни автори на криминална литература. През 2007 г. е удостоена с награда за цялостно творчество от списание „Romantic Times“ за нейните романтични трилъри. Произведенията на писателката често са в списъците на бестселърите. Те са издадени в над 4 милиона екземпляра по света.
Уенди Стъб живее със семейството си в Астория, Ню Йорк.

## Произведения

### Като Уенди Корси Стъб

#### Самостоятелни романи
- Summer Lightning (1993) – награда РИТА
- Witch Hunt (1995)
- Help Me! (Real Life) (1995)
- Mitzi Malloy and the Anything-But-Heavenly Summer (1995)
- Brittany Butterfield and the Back-To-School Blues (1995)
- Henry Hopkins and the Horrible Halloween Happening (1995)
- Dearly Beloved (1996)
- Murder On Broadway (1996) – с Едуард Кох
- Party of Five: A Family Album (1998)
- Fade to Black (1998)
- All the Way Home (1999)
- Long Way Home (1999)
- Halloween Party (2000)
- Gossip (2000)
- The Last to Know (2001)
- In the Blink of an Eye (2002)
- She Loves Me Not (2003)
- A Thoroughly Modern Princess (2003)
- Kiss Her Goodbye (2004)
- Lullaby and Goodnight (2005)
- Final Victim (2006)
- Don't Scream (2007)
- Most Likely to Die (2007) – с Бевърли Бартън и Лиза Джаксън
Грехове на миналото, изд.: ИК „Компас“, Варна (2007), прев. Мария Борисова
- Dying Breath (2008)
- Dead Before Dark (2009)
- The Good Sister (2013)
- The Blind Date (2014)
- The Perfect Stranger (2014)

#### Поредица „Студентски живот 101“ (Campus Life 101)
1. Cameron: The Sorority (1997)
2. Zara: The Roommate (1997)
3. Kim: The Party (1997)
4. Bridget: The Fling (1997)
5. Allison: The Townie (1998)
6. The Reunion (1998)

#### Поредица „Лили Дейл“ (Lily Dale)
1. The Awakening (2007)
2. Believing (2008)
3. Connecting (2008)
4. Discovering (2009)

#### Поредица „Живей да разбереш“ (Live to Tell)
1. Live to Tell (2010)
2. Scared to Death (2010)
3. Hell to Pay (2011)

#### Поредица „Нощен пазач“ (Nightwatcher)
1. Nightwatcher (2012)
2. Sleepwalker (2012)
3. Shadowkiller (2013)

#### Участие в общи серии с други писатели

##### Поредица „Лупинг“ (Loop)
1. Getting It Together (1994)
5. Getting Attached (1994)
12. Getting Hitched (1995)
от серията има още 9 романа от различни автори

##### Поредица „Едуард Кох“ (Edward Koch)
2. Murder on 34th Street (1997) – с Едуард Кох и Хърбърт Резников
- The Senator Must Die (1998) – с Едуард Кох

от серията има още 1 роман от Едуард Кох

##### Поредица „Чародейките“ (Charmed)
5. Voodoo Moon (2000) – с Констанс Бърг
от серията има още 48 романа от Констанс Бърг в съавторство с различни автори

##### Поредица „Като на седемнайсет“ (Turning Seventeen)
2. More Than This (2000)
6. This Boy Is Mine (2001)
от серията има още 9 романа от различни автори

### Като Уенди Маркъм

#### Самостоятелни романи
- The Nine Month Plan (2003)
- Once Upon a Blind Date (2004)
- Mike, Mike, and Me (2005)
- Hello, It's Me (2005)
- Bride Needs Groom (2005)
- If Only In My Dreams (2006)
- Love, Suburban Style (2007)
- That's Amore (2008)
- The Best Gift (2009)

#### Поредица „Малко“ (Slightly)
1. Slightly Single (2002)
2. Slightly Settled (2004)
3. Slightly Engaged (2006)
4. Slightly Married (2007)
5. Slightly Suburban (2008)

#### Сборници
- Never on a Sundae (2004) – с Даниела Дродски и Лин Месина

### Като Уенди Морган

#### Самостоятелни романи
- Loving Max (1999)
- Ask Me Again (2000)

#### Поредица „Обсебване“ (Obsession)
1. Obsession (1996)
2. Possession (2003)